# Bernward Hoffmann (Erziehungswissenschaftler)
Bernward Hoffmann (* 1955 in Paderborn) ist ein deutscher Erziehungswissenschaftler. Von 1989 bis 1999 war er Professor für Medien- und Kommunikationspädagogik an der Katholischen Fachhochschule Mainz. Von 1999 bis 2020 war er Professor für Medienpädagogik an der Fachhochschule Münster, Fachbereich Sozialwesen. Er war von 2007 bis 2013 Vorstandsmitglied der Gesellschaft für Medienpädagogik und Kommunikationskultur - GMK.

## Werke (Auswahl)
- B. Hoffmann: Gestaltungspädagogik in der sozialen Arbeit. Paderborn 2004.
- B. Hoffmann: Medienpädagogik. Paderborn 2003.
- B. Hoffmann: Chancen und Risiken der Mediengesellschaft. München 2000.
- B. Hoffmann: Kommunikation und Medien. Münster 2000.